# Connor Ruane
Connor James Ruane (Warrington, 15 novembre 1993) è un calciatore inglese, difensore della Linense.

## Caratteristiche tecniche
Ad inizio carriera giocava come terzino sinistro, ma durante gli anni all'Hércules è stato impiegato frequentemente anche come terzino destro.

## Carriera
All'età di 9 anni si è trasferito in Spagna con la famiglia, iniziando a giocare a calcio nel Paese iberico. In seguito è rientrato in patria militando nelle giovanili dell'Everton, salvo tornare in Spagna nel 2013 per iniziare a giocare tra i professionisti con il Constància, club di terza divisione, con cui nella stagione 2013-2014 disputa 26 partite in questa categoria. A fine annata viene acquistato dal Maiorca, club di seconda divisione, che tuttavia lo aggrega alla propria squadra riserve, con cui nella stagione 2014-2015 disputa altre 23 partite in terza divisione. Dal 2015 al 2018 Ruane ha giocato nuovamente in terza divisione: nella stagione 2015-2016 disputa 25 partite in campionato (più un'ulteriore presenza nei play-off per la promozione in seconda divisione, nei quali il suo club è stato finalista perdente) con l'Hércules, mentre nella stagione 2016-2017 va in prestito al La Roda, con cui scende in campo in 29 occasioni. Nella stagione 2017-2018 è nuovamente parte della rosa dell'Hércules, con cui gioca 18 partite e, l'11 novembre 2017, segna il suo primo gol da professionista, fissando il punteggio sul definitivo 2-1 nella vittoria sul campo del Valencia Mestalla.
Nel 2019, dopo un ulteriore periodo nella terza divisione spagnola al Jumilla (11 presenze ed una rete), si è trasferito in Finlandia all'Inter Turku: qui, tra il 2019 ed il 2021 ha giocato da titolare nel campionato locale segnando 4 reti in 28 presenze (su 32 partite totali giocate dal club in questa competizione durante la sua permanenza), conquistando tra l'altro due secondi posti consecutivi in campionato e perdendo una finale di Coppa di Finlandia nel 2020 (competizione in cui gioca per intero tutte e 4 le partite della fase ad eliminazione diretta, inclusa la finale del 3 ottobre 2020 persa per 2-0 contro l'HJK ed in cui ha anche segnato una rete, decisiva per la qualificazione della sua squadra, nei quarti di finale contro il KuPS); sempre con i finlandesi ha inoltre esordito nelle competizioni confederali per club, disputando per intero la sfida in gara unica dei turni preliminari di Europa League persa per 2-1 dopo i tempi supplementari sul campo degli ungheresi della Honvéd. Il 27 gennaio 2021 è stato ceduto in Bulgaria alla Lokomotiv Plovdiv, club della prima divisione locale, con cui nella seconda metà della stagione 2020-2021 ha giocato 10 partite di campionato, competizione che i bianconeri hanno terminato al secondo posto in classifica; nell'estate del 2021 gioca poi 4 partite da titolare nei turni preliminari di Conference League, sempre con il club bulgaro (più precisamente si tratta delle doppie sfide con Slovácko e Copenaghen).
Il 1º gennaio 2022, dopo complessive 21 partite di campionato nell'arco di una stagione e mezza, si svincola dal club bulgaro. Nello stesso mese si accasa alla Linense, club della terza divisione spagnola, con cui conclude la stagione giocando 10 partite in questa categoria. Rimane nel club anche durante la stagione 2022-2023, in cui gioca ulteriori 29 partite di campionato; per la stagione 2023-2024 si trasferisce al Talavera de la Reina, club della quarta divisione spagnola, con cui gioca 33 partite senza segnare. Prosegue la sua carriera professionistica in terra iberica facendo ritorno alla Linense, sempre in quarta divisione.